# Biblioteca Islas Malvinas
La Biblioteca Islas Malvinas es una biblioteca universitaria que funciona en el Colegio Militar de la Nación (CMN). Es sede educativa de la Facultad del Ejército (FE), dependiente de la Universidad de la Defensa Nacional (UNDEF). Se encuentra ubicada en El Palomar, provincia de Buenos Aires, Argentina.

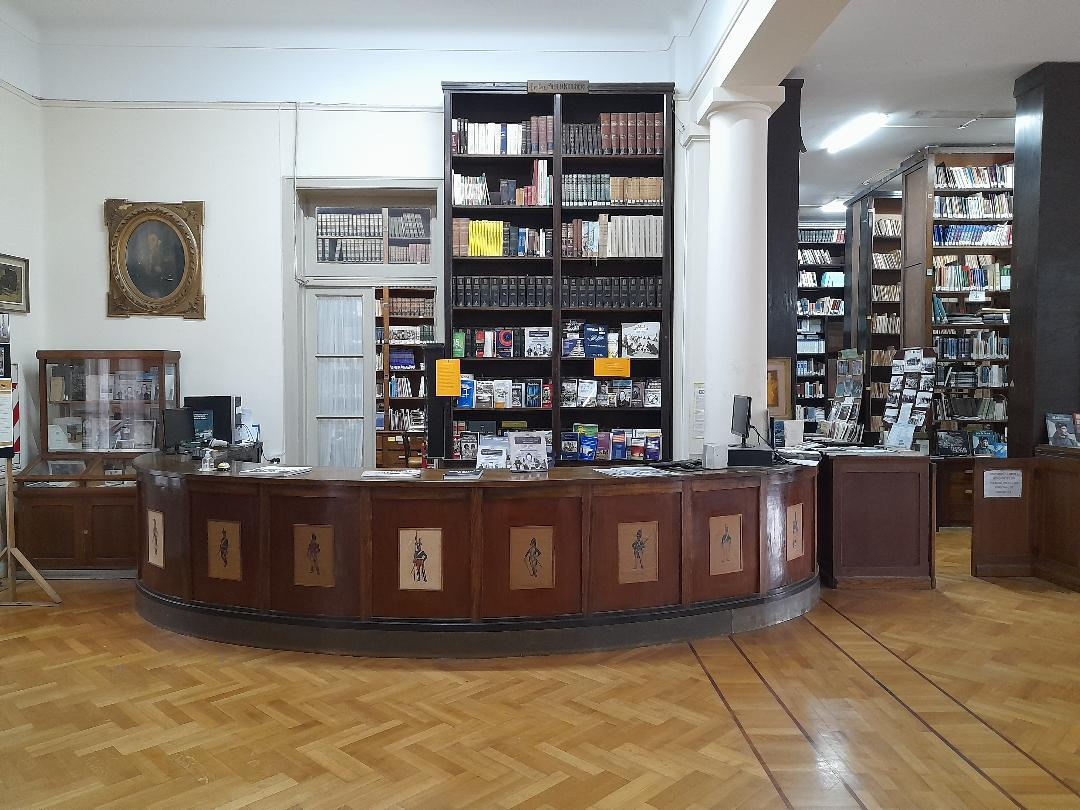
Sector de referencia

## Historia
La biblioteca fue inaugurada el 29 de marzo de 1947 en un acto presidido por el entonces presidente de la Nación, general Juan Domingo Perón. 
El 9 de junio de 1986 fue bautizada como Biblioteca Islas Malvinas, siendo director del CMN el general José Antonio Deimundo Piñeiro y jefe de Estudios el teniente coronel VGM José Rodolfo Baneta.

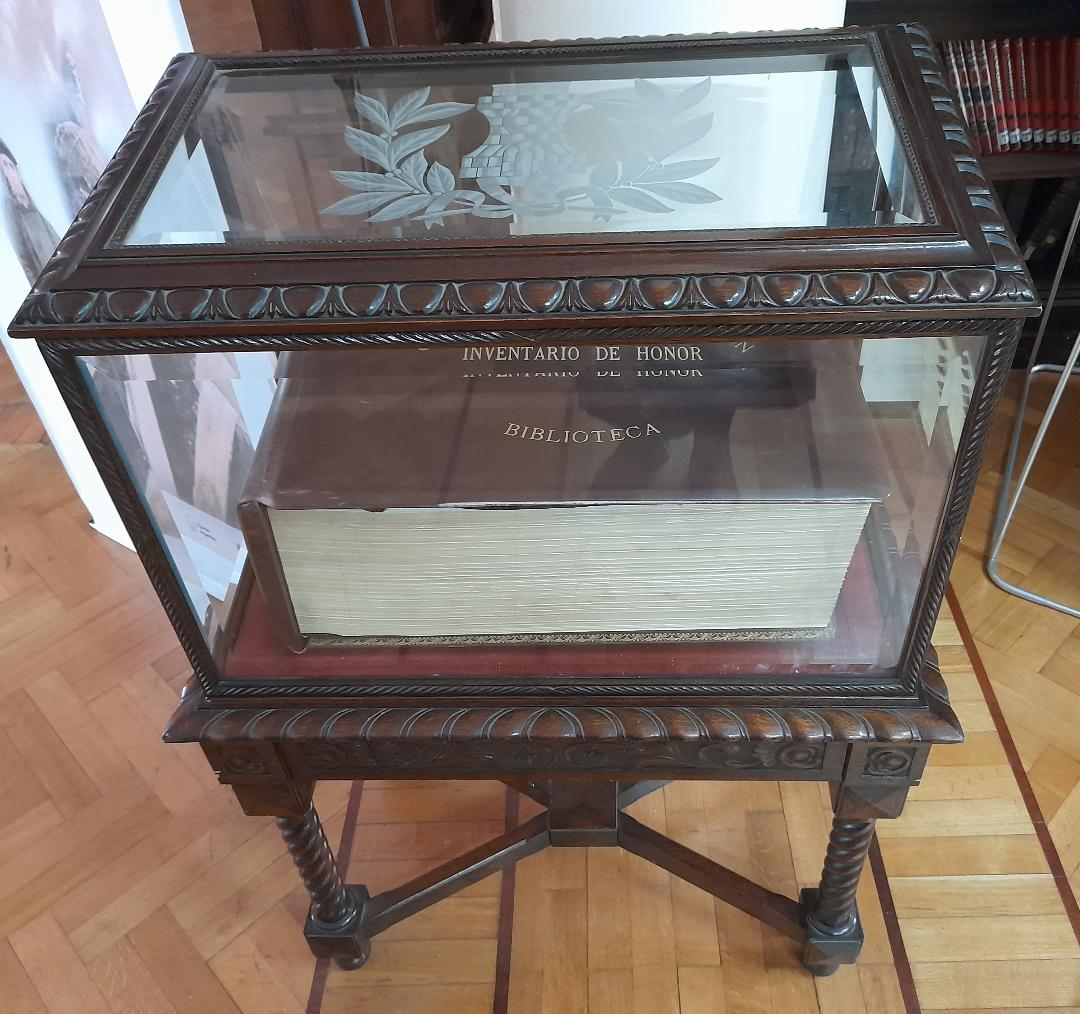
Libro de Honor- Firmado en la inauguración de la biblioteca

### Recursos bibliográficos y documentales de la unidad de información
La biblioteca del CMN está conformada por un amplio fondo bibliográfico y documental:  
- Material bibliográfico con más de 43 000 ejemplares comprendidos por todas las áreas del conocimiento, destacándose las Ciencias militares, médicas y las Ciencias sociales.
- Material de referencia
- Hemeroteca: Cuenta con más de 7900 publicaciones periódicas
- Colección local: Reglamentación militar, editados por el Ejército Argentino
- Trabajos finales de carrera presentados por los cadetes del CMN.
- Colecciones especiales: Colección Malvinas, Colección Boccazzi, Colección Estévez.[1][3]
- Libros antiguos con ejemplares del siglo XIX

La biblioteca forma parte de la Red de Bibliotecas de las Fuerzas Armadas (REBIFA). Coopera con las bibliotecas integrantes de esta red y participa activamente de capacitaciones y actividades que enriquecen la tarea profesional.
Comparte sus registros en la BDU, Base de Datos Unificada del Sistema de Información Universitaria (SIU), un explorador con recursos de información que expone registros de los objetos físicos que se encuentran en las bibliotecas que lo integran.

### Catálogo en línea
La biblioteca cuenta con un catálogo en línea para la administración de su Base de datos de registros bibliográficos.

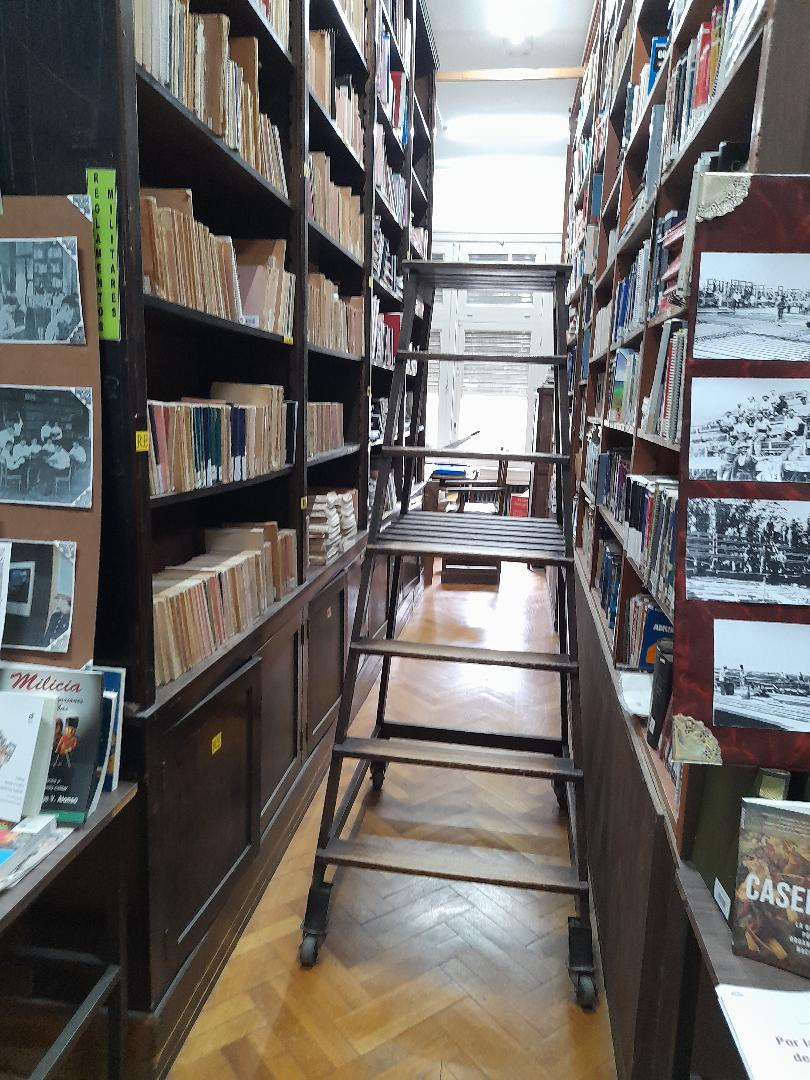
Estantería con material bibliográfico, sector reglamentación militar

### Servicios ofrecidos
Proporciona servicios presenciales y no presenciales a la comunidad educativa.

##### Atención a los usuarios
- Lectura en sala
- Préstamo a domicilio.
- Préstamo interbibliotecario.
- Acceso local y remoto a los recursos electrónicos.
- Formación de Usuarios[1]

##### Extensión bibliotecaria y extensión cultural
- Club de Lectura: Acercamiento creativo a la lectura en comunidad.[3][7]
- Visitas guiadas: La biblioteca forma parte de esta actividad dentro del recorrido al CMN.[8] Las actividades tienen lugar en la confortable sala de lectura común, las equipadas salas de lectura silenciosa, la nutrida hemeroteca y la amplia sala reservada para el desarrollo de proyectos, clases especiales o reuniones de cátedras docentes, entre otras actividades.[1]

#### Contribución a la docencia e investigación
- Apoyo a la docencia gestionando recursos y servicios informacionales a fin de garantizar su accesibilidad a toda la comunidad educativa del CMN.
- Colabora con los investigadores, proporcionándoles la información y el acceso a los servicios y a los recursos bibliográficos y documentales necesarios para el desarrollo de su actividad investigadora.

## Conservación preventiva
La biblioteca es guarda y custodia de su acervo documental siguiendo lineamientos de conservación preventiva de manera sistemática.